# 勒姆尼茨
勒姆尼茨是德国石勒苏益格－荷尔斯泰因州的一个市镇。总面积5.15平方公里，总人口61人，其中男性26人，女性35人（2011年12月31日），人口密度12人/平方公里。